# Wanzl
 (janvier 2018).
Si vous disposez d'ouvrages ou d'articles de référence ou si vous connaissez des sites web de qualité traitant du thème abordé ici, merci de compléter l'article en donnant les références utiles à sa vérifiabilité et en les liant à la section « Notes et références ».

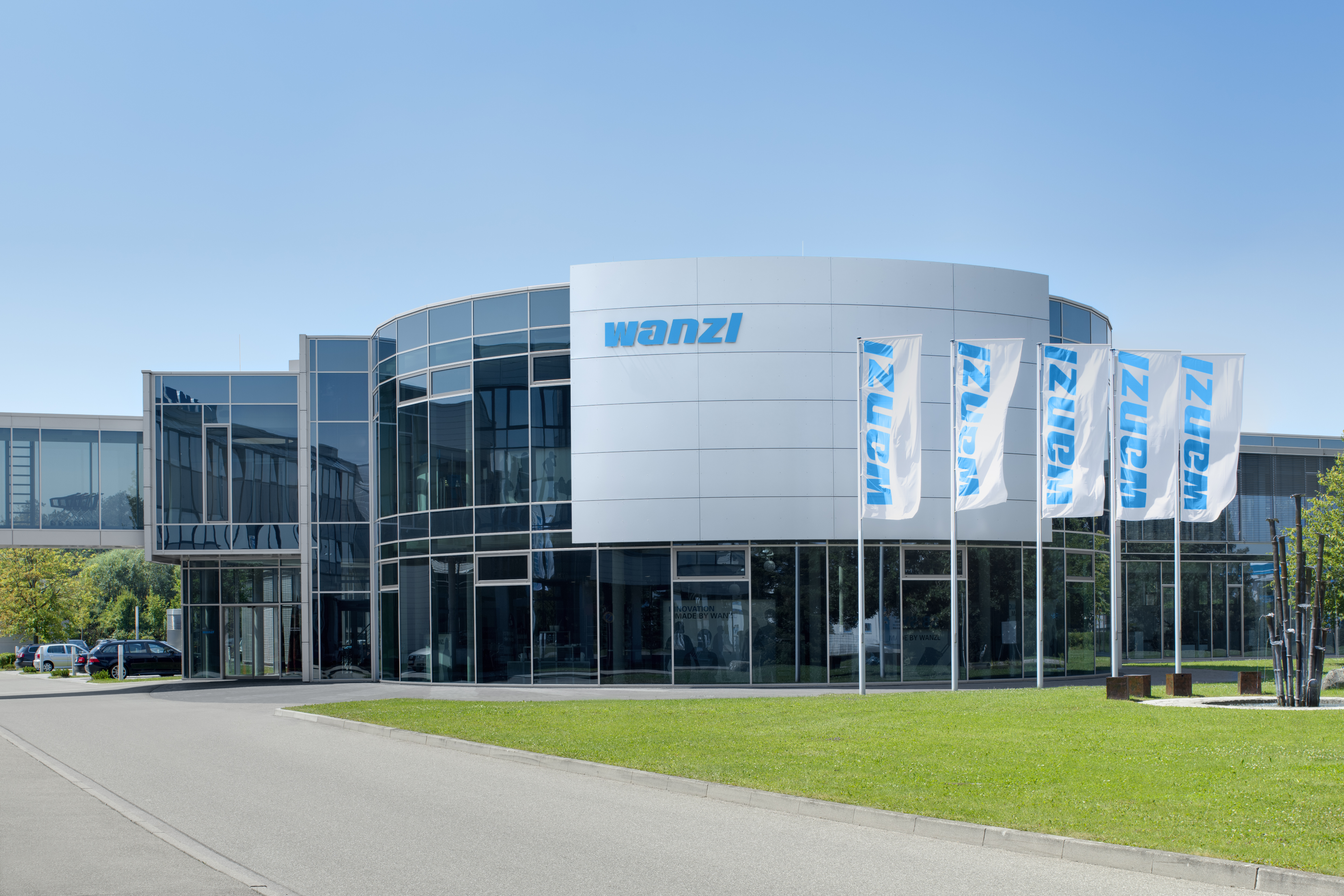
Maison-mère à Leipheim.

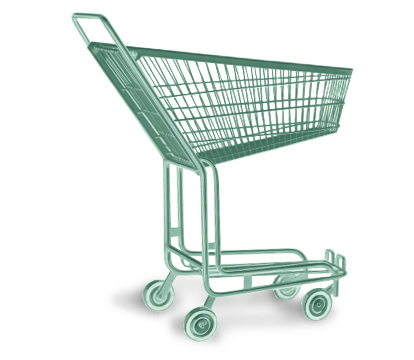
Chariot libre-service, modèle Concentra, 1957

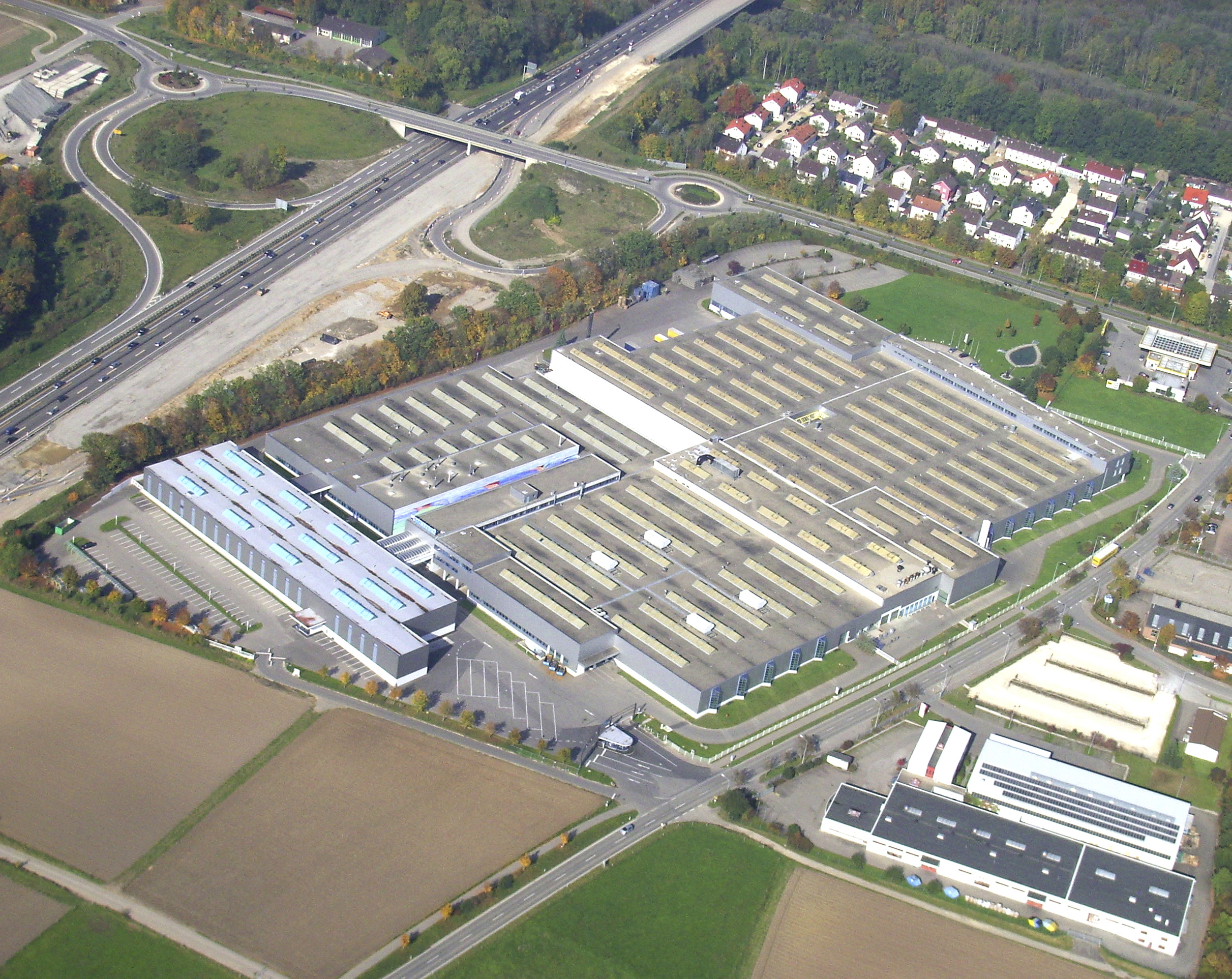
Vue aérienne de l’usine 4 Leipheim

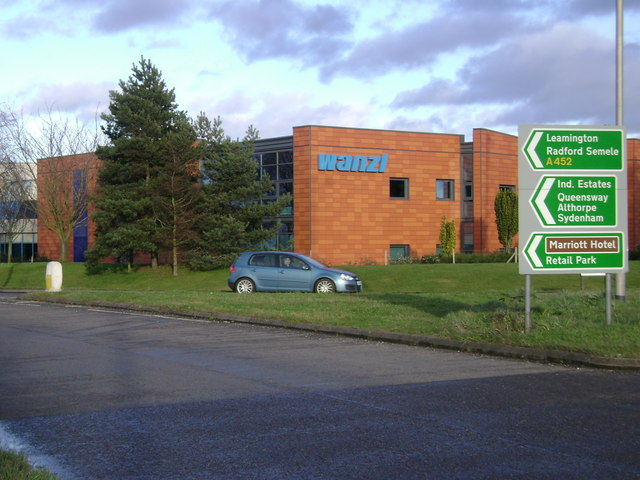
Bâtiment de la filiale Wanzl Grande-Bretagne

Wanzl Metallwarenfabrik GmbH est le plus important fabricant au monde de chariot de supermarché et de chariots à bagages.
Cette entreprise siégeant à Leipheim en Allemagne comptait, en 2015, environ 4 000 employés dans 22 pays. La production annuelle s'est élevée à près de 2 millions de chariots libre-service.

## Histoire
En 1918, Rudolf Wanzl senior fonde une serrurerie, à Giebau (auj. Jívová) en Moravie, qu'il développe pour créer un atelier de fabrication de balances et de ventes de machines agricoles avec vingt employés. Après l'expulsion des Allemands, Rudolf Wanzl junior crée en 1947 à Leipheim une nouvelle entreprise comprenant un atelier de fabrication de balances et un service de réparation.
L'idée de se consacrer au domaine du « libre-service » vient du fabricant de caisses enregistreuses NCR, situé à Augsbourg. Pour aménager une salle d'exposition au sein de l'entreprise, ce dernier commande des paniers d'achat fabriqués de façon artisanale. À peu près à la même époque, la coopérative de consommation de Hambourg commande quarante chariots et cent paniers d'achat pour l'ouverture du premier magasin allemand en libre-service.
Au début des années 50, Rudolf Wanzl se rend aux États-Unis où il rencontre l'inventeur du chariot libre-service, Sylvan Goldman. C'est à bord de l'avion qui le ramène chez lui qu'il élabore son propre modèle de chariot libre-service plus maniable, qui constitue la base de tous les modèles actuels. En 1951, le premier chariot libre-service à panier fixe est breveté. Trois ans plus tard, les associés Gebrüder Siegel se retirent de la société et fondent leur propre société. Pendant de nombreuses années, les deux plus grands fabricants de chariots libre-service sont donc établis à Leipheim. En 1956, Wanzl compte 74 employés.
Pour élargir les capacités de production, une nouvelle usine est mise en service à Kirchheim. Afin de diriger les clients et limiter les vols dans les supermarchés allemands dont la taille ne cesse d'augmenter, Wanzl ajoute à sa gamme de produits des tourniquets d'accès manuels. En 1966, la société emploie déjà 400 personnes.
Après l'expansion des chaînes de commerce allemandes dans les pays voisins, les premières filiales étrangères sont fondées. Pour la Deutsche Bundesbahn, les premiers chariots à bagages destinés aux gares sont fabriqués. La production se développant, une usine supplémentaire est construite près de la gare de Leipheim. Cette usine a disposé, pendant un temps, d'un embranchement ferroviaire particulier. En 1978, la société a reçu le prix « Goldener Zuckerhut ».
Wanzl livre pour la première fois des chariots à bagages à un aéroport, celui de Aéroport de Francfort. Ces chariots présentent une particularité : ils peuvent également être utilisés sur les escaliers roulants. Pour mieux répondre aux besoins du marché français, une nouvelle usine est fondée à Sélestat, en Alsace. L'évolution constante des magasins de bricolage a permis à Wanzl de poursuivre l'augmentation de sa production et de créer des filiales de distribution en Grande-Bretagne et en Belgique. En 1989, Wanzl compte 1 600 employés.
En 1990, la construction de l'usine 4 est achevée à Leipheim, à proximité de l'autoroute A8. Cette usine abrite, à l'heure actuelle, le siège de l'entreprise. En 1991, Wanzl crée le département produits Ladenbau (Aménagement de magasins). À partir de cette date, l'aménagement de supermarchés entiers est planifié et des systèmes de rayonnages sont fabriqués. À la suite de la chute du Mur de Berlin, le concept de libre-service s'étend également à l'Europe de l'est et conquiert de nouveaux marchés. En 1995, une usine de production est inaugurée en République tchèque, non loin de la région d'origine de Rudolf Wanzl. Après dix ans d'activité comme gérant, Gottfried Wanzl se voit confier la direction complète de l'entreprise de son père. Des commandes importantes ainsi que l'approvisionnement en chariots à bagages du nouvel aéroport de Hongkong permettent de poursuivre l'augmentation des effectifs et du chiffre d'affaires. En 1999, Wanzl produit pour la première fois 1 million de chariots libre-service sur une année.
Le secteur du commerce traditionnel en Europe de l'ouest arrive progressivement à saturation tandis que le concept de libre-service continue de progresser dans les pays en voie de développement. En 2005, une nouvelle usine est inaugurée à Shanghai pour la production et la gestion. L'arrivée du commerce en ligne et sa croissance incitent Wanzl à étoffer sa gamme de produits et à proposer des chariots pour préparation de commandes et entrepôts. Pour la première fois également, Wanzl propose à des hôtels une gamme de produits spécifiques. À la suite de la faillite de son ancien concurrent Siegel, Wanzl reprend une majorité de ses employés. La même année, Wanzl se voit décerner le prix de la qualité bavarois. Pour développer son département produits Ladenbau (Aménagement de magasins), l'entreprise reprend la menuiserie Unseld de Ulm.
En janvier 2012, Wanzl a augmenté les parts qu'elle détenait déjà depuis 2006 au sein du groupe nord-américain Technibilt pour les faire passer à 100 %. Le 11 février 2012, un incendie s'est déclaré dans le bâtiment de galvanisation. Ce local de 40 m x 40 m a entièrement brûlé. L'incendie a entraîné des dommages dépassant les dix millions d'euros. Deux ans à peine après cet incendie ravageur, l'atelier de galvanisation reconstruit est remis en service sur le même site.

## Départements produits

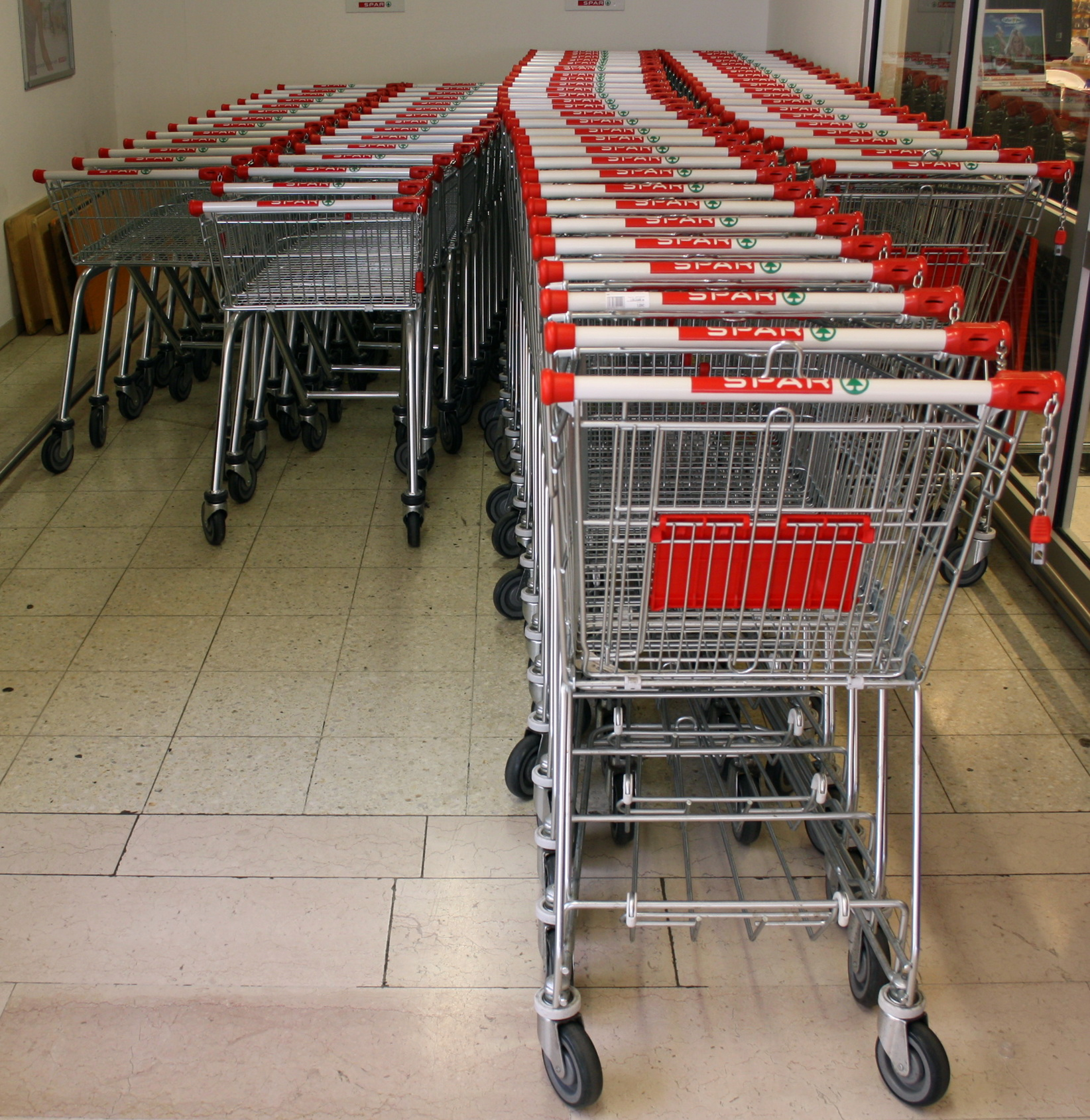
Chariots libre-service produits par Wanzl, à gauche de la série EL (ici avec un panier de petite taille), à droite de la série DRC avec grille inférieure pour caisses de boissons, etc.

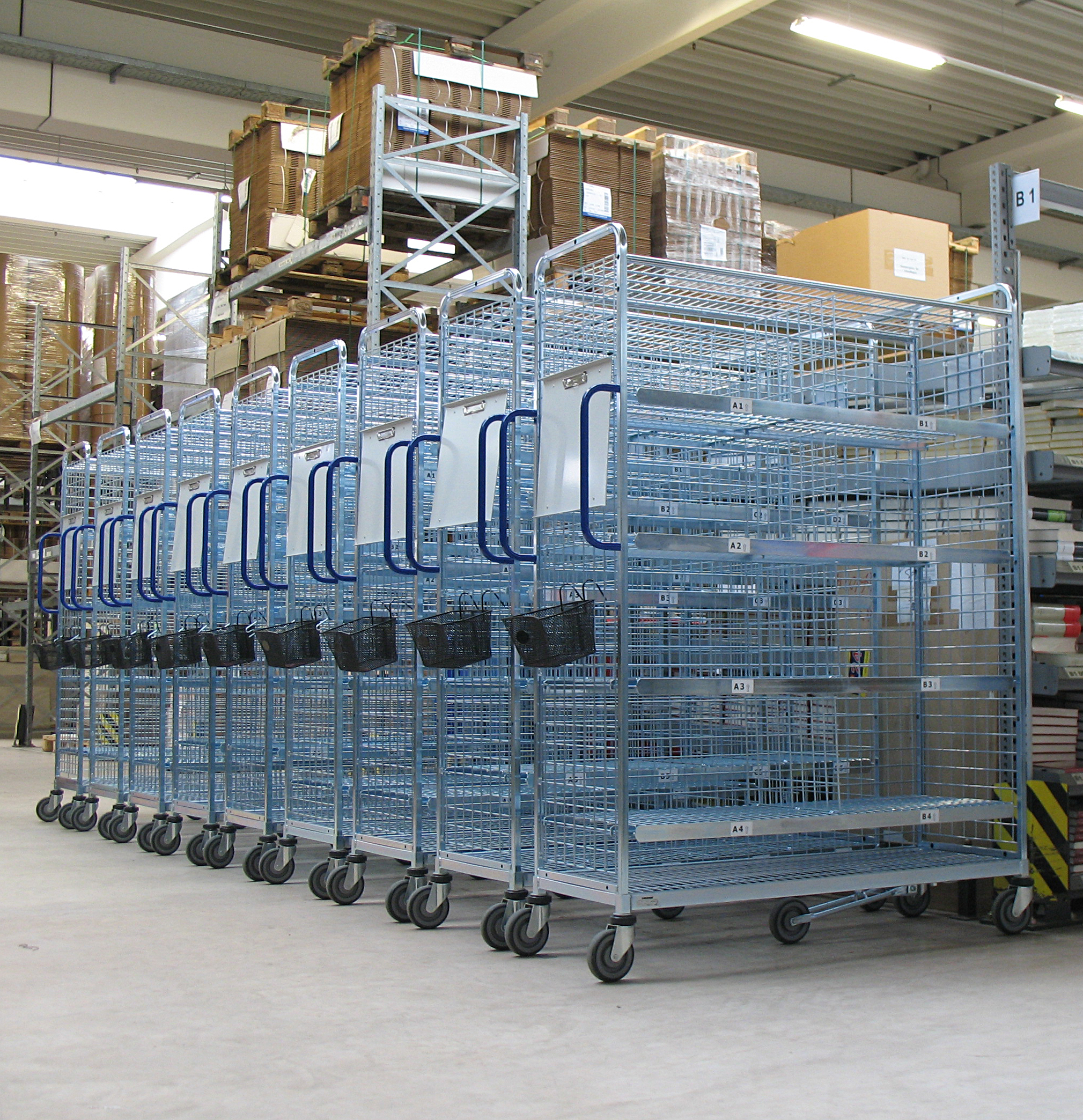
Chariot pour préparation de commandes KT3

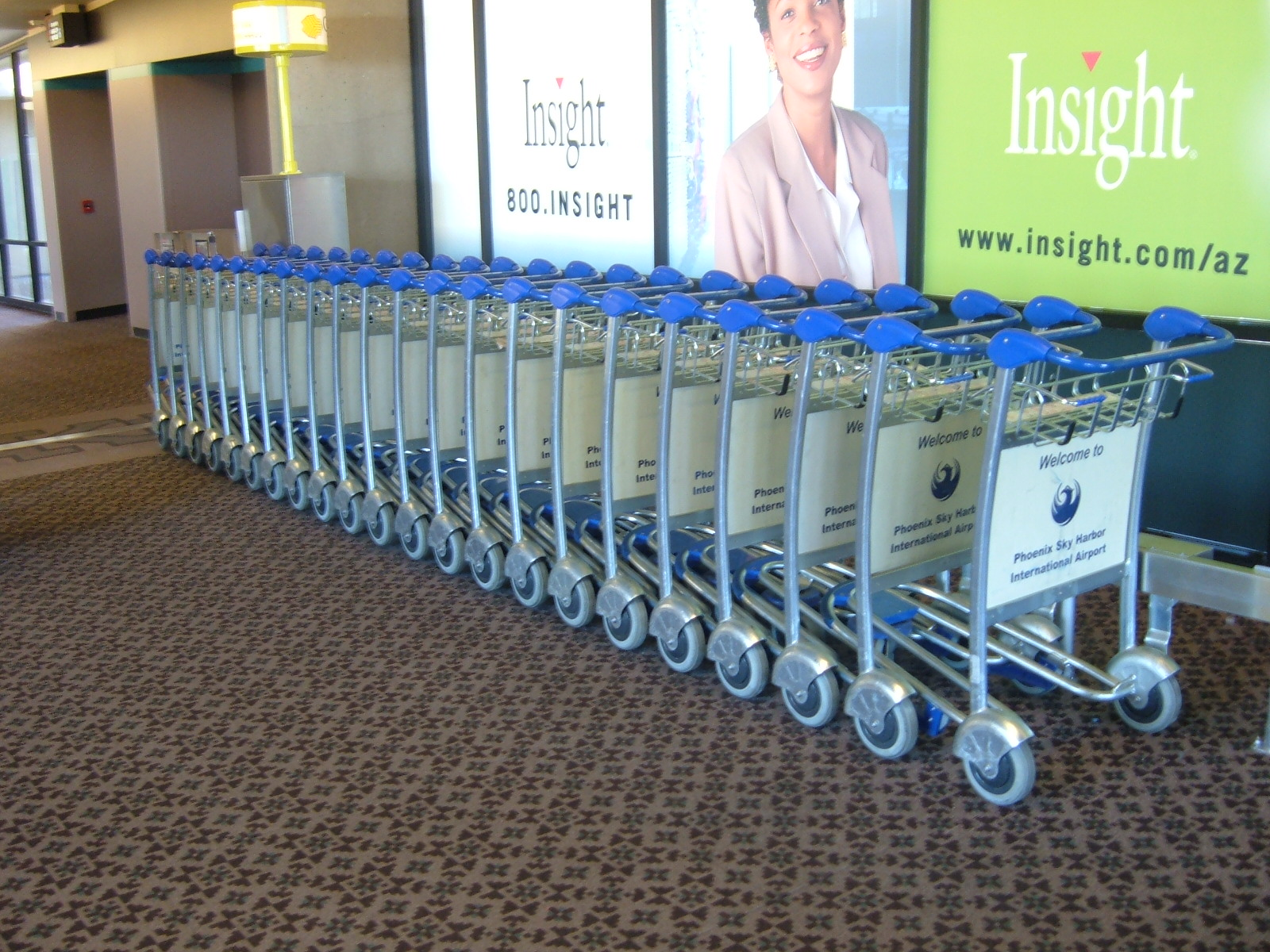
Chariot à bagages Wanzl, aéroport de Phoenix

### Retail Systems/Shop Solutions
Outre des chariots libre-service en métal, Wanzl fabrique depuis quelques années des chariots libre-service en plastique. Ces derniers sont commercialisés sous la marque Tango et s'exportent particulièrement bien dans les pays européens. D'autres produits d'aménagement des commerces tels que des rayonnages, écrans, tourniquets et aménagements complets de magasins font également partie de la gamme proposée par Wanzl.

### Logistics + Industry
En 2002, la gamme de produits s'adressant aux clients du secteur industriel et logistique a été regroupée dans ce département produits. Outre les chariots pour préparation de commandes, Wanzl fabrique des containers de transport et des systèmes pour palettes.

### Airport + Security Solutions
Les chariots à bagages, les dispositifs de contrôle d'accès ainsi que les systèmes de séparation de l'espace de Wanzl sont utilisés dans les gares et les aéroports du monde entier. Font partie des clients de Wanzl de grandes plaques tournantes de la circulation aérienne à Francfort, Hongkong ou bien encore Paris. Même la gare terminus de l'Eurostar Saint Pancras mise sur les chariots à bagages de Wanzl.

### Hotel Service
Ce secteur d'activité a été créé en 2006. Il propose des produits pour équiper les hôtels tels que des chariots à linge, des chariots de room-service et pour les femmes de chambre. Vous pouvez également rencontrer ces chariots sur quelques bateaux de croisières de la société AIDA.

## Sites de production
Wanzl possède trois usines à Leipheim, une à Kirchheim ainsi qu’une en France (Sélestat), en République Tchèque (Hněvotín) et en Chine (Shanghai).

## Représentations étrangères
À partir de 1970, de nombreuses représentations commerciales et de service après-vente ont été créées dans le monde entier.
| - Vienne, Autriche (en 2014, déménagement à Vösendorf) - Tahl, Suisse - Oosterhout, Pays-Bas - Louvain, Belgique - Warwick, Royaume-Uni | - Melbourne, Australie - Dubaï, Émirats Arabes Unis - Pune, Inde - Moscou, Russie - Kiev, Ukraine | - Budapest, Hongrie - Sereď, Slovaquie - Barcelone, Espagne - Nadarzyn, Pologne - Montichiari, Italie (en 2005, déménagement à Travagliato) |

## Direction
Gottfried Wanzl, l'un des fils de Rudolf Wanzl junior primé en 2006 par le Bayerischer Gründerpreis (Prix de l'entrepreneur bavarois) pour l'ensemble de son œuvre, est président du Conseil de surveillance de l'entreprise. En 2014, Dr. Klaus Meier-Kortwig a endossé les fonctions de directeur général. Les directeurs financier, technique et commercial sont respectivement Frank Derks, Harald P. Dörenbach et Bernhard Renzhofer.

## Logos

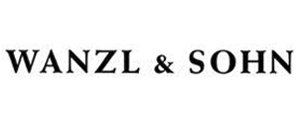
Années 50
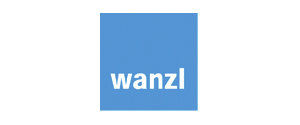
Années 60
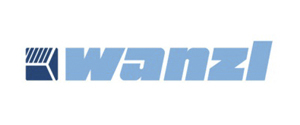
À partir de 1970
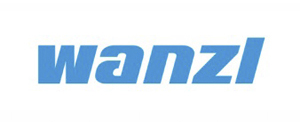
À partir de 2005

## Salons
Wanzl expose régulièrement sur le salon EuroShop qui a lieu tous les trois ans à Düsseldorf.